# Christian Ulrich (Landrat)
Christian Ulrich (* 1894 in Ahrweiler; † 1969 ebenda) war ein deutscher Landrat im Landkreis Ahrweiler und Bürgermeister von Ahrweiler.

## Leben und Herkunft
Ulrich, der in Ahrweiler geboren wurde und dort aufwuchs, schlug nach Ende seiner schulischen Ausbildung eine Beamtenlaufbahn ein und wurde noch zu Zeiten des Deutschen Kaiserreichs als Beamter vereidigt. Von 1928 bis 1933 war er Mitglied des Ahrweiler Stadtrats. Als am 8. März 1945 die United States Army kurz vor Ende des Zweiten Weltkriegs in Bad Neuenahr einmarschiert war und der amtierende Landrat Peter Simmer bereits gegen 4:00 Uhr morgens den Kreis Ahrweiler verlassen hatte, wurde Kreisoberinspektor Christian Ulrich, der nie NSDAP-Mitglied war, mit den Amtsgeschäften als Landrat des Landkreises Ahrweiler betraut. Offizieller Landrat war Ulrich seit dem 15. März 1945, seine Ernennungsurkunde wurde von Captain Edmund H. Henry als Vertreter der amerikanischen Militärregierung, die in Ahrweiler ihren Besatzungsbezirk, das sogenannte Detachement I-15-G-2 eingerichtet hatten, unterschrieben.
Ulrich war seit seinem Amtsantritt vorwiegend mit der Versorgung der Kreisbevölkerung mit Lebensmitteln, der Warenbeschaffung, sowie ihrer Verteilung beschäftigt, auch versuchte er Requisitionsforderungen der Besatzungsmächte abzumildern. Weiterhin sorgte er sich um die Beseitigung von Kriegsschäden, der Wiederherstellung des Verkehrswesens, einer arbeitsfähigen Verwaltung, sowie eines Kurierdienstes zu den Bürgermeistern im Kreis, mit denen er letztlich wöchentlich tagte. Um die Bevölkerung auf den nächsten Winter vorzubereiten, wurde während seiner Amtszeit die Ahrtalbahn wieder in Betrieb genommen, damit Züge mit Briketts in das Kreisgebiet fahren konnten. Ulrich der auch Mitglied der Landrätekonferenz war, wurde am 26. Juni 1945 von der französischen Besatzungsmacht, unter dem Vorwand, dass er Befehle nicht beachtet und Wahlen von Amtsausschüssen geduldet hätte, verhaftet und eine Woche lang im Kreishauskeller unter Aresst gesetzt. Seine Dienstzeit endete am 31. Juli 1945 und bis zum 15. Oktober des laufenden Jahres hatte er sich täglich zu melden. Ab November 1945 war er als geschäftsleitender Beamter in Zell an der Mosel tätig, jedoch wollte er gerne zurück ins Ahrtal.

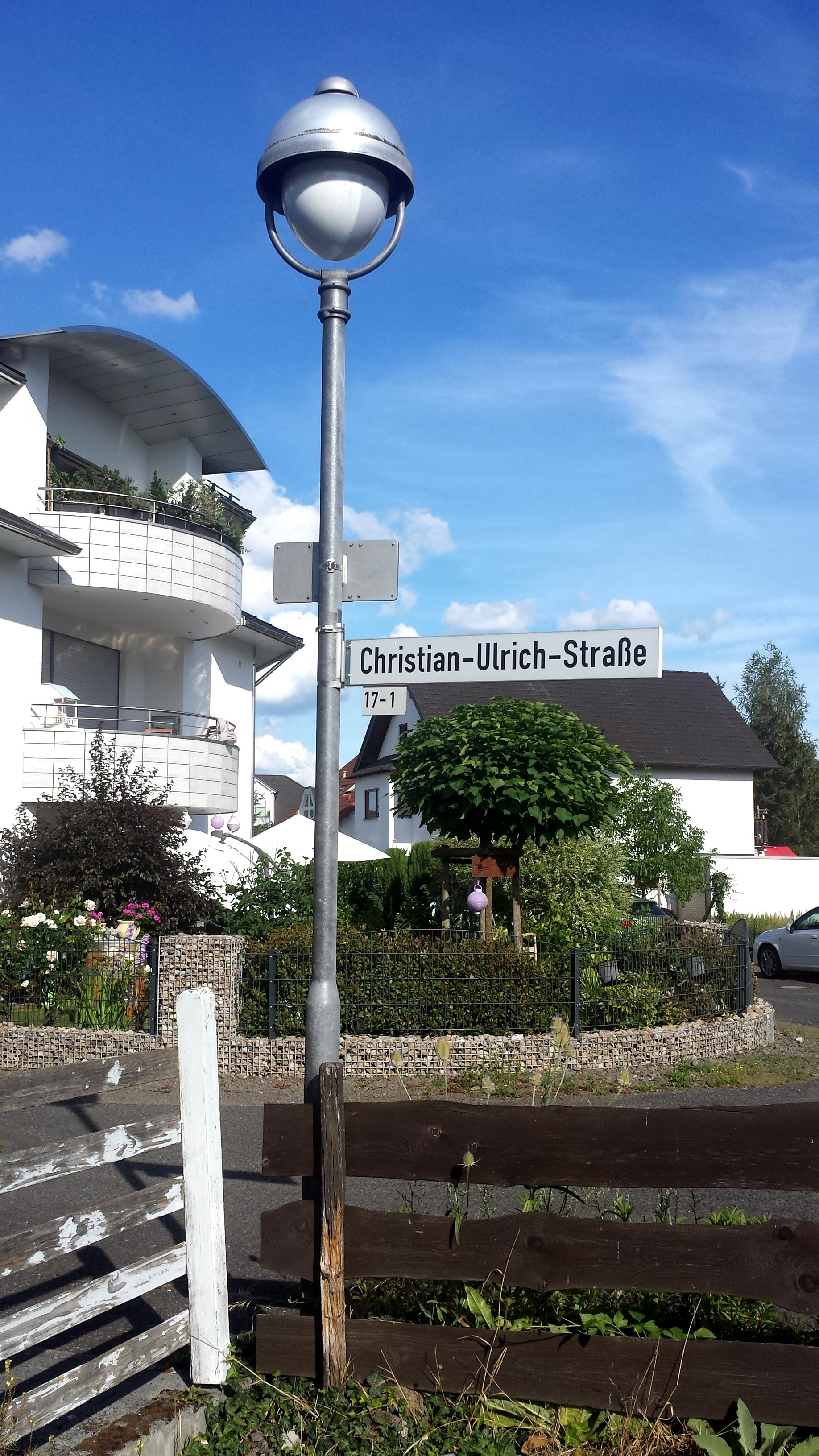
Christian-Ulrich-Straße in Ahrweiler

Nachdem in Ahrweiler die Stelle als Bürgermeister freigeworden war, bewarb er sich und wurde schließlich am 17. Februar 1949 vom Ahrweiler Stadtrat als hauptamtlicher Bürgermeister von Ahrweiler gewählt. In den kommenden Jahren widmete er sich erneut dem Wiederaufbau der Stadt, so wie der Beschaffung von Wohnraum für die Vertriebenen. Durch von ihm initiierte Sonderfinanzierungen wurde es vielen Bürgern Ahrweilers ermöglicht, ihre im Krieg zerstörten Häuser wieder aufzubauen. Als Gründungsmitglied des 1949 gegründeten Heimatvereins “Alt-Ahrweiler” e. V. war er maßgeblich am Wiederaufbau des im Krieg zerstörten Ahrtors in Ahrweiler beteiligt. 1957 wurde er als Bürgermeister von Ahrweiler wiedergewählt und von 1956 bis 1960 vertrat der Christdemokrat als Mitglied den Kreistag von Ahrweiler. Nach dem Ulrich nach mehr als 50 Jahren Verwaltungstätigkeit im Jahr 1959 pensioniert wurde, verfasste er heimatgeschichtliche Beiträge für das Heimatjahrbuch des Kreises Ahrweiler, bevor er 1969 verstarb. Zu seinen Ehren benannte die Stadt Ahrweiler zu Beginn der 1990er Jahre die Christian-Ulrich-Straße in einem Neubaugebiet in Ahrweiler nach ihm.

## Publikationen
- Die Gemeinnützige Wohnungsbaugesellschaft m. b. h. Ahrweiler,[5]
- Rudolf Edler von Groote, Lebensbild eines Ahrweiler Landrats[6]
- So sah unsere Kreisverwaltung vor 50 Jahren aus[7]
- Die Weinbergs-Aufbaugemeinschaft „Ahrtal“[8]